# لين كلارك
لين كلارك (6 مارس 1914 في المملكة المتحدة - 2 مايو 2000 في المملكة المتحدة) (بالإنجليزية: Len Clark)‏ هو لاعب كريكت بريطاني وبريطاني (وحمل سابقاً جنسية المملكة المتحدة لبريطانيا العظمى وأيرلندا). لعب مع نادي مقاطعة ساسكس للكريكت ‏.

## وصلات خارجية
- لين كلارك على موقع إي آس بي آن كريك إنفو (الإنجليزية)